# 军事技术信使报
军事技术信使报是塞尔维亚科学杂志。

## 简介
《军事技术信使报》（塞语：Vojnotehnički glasnik；英语：Military Technical Courier）是塞尔维亚共和国国防部出版的多学科同行评审科学期刊。作为军事科学类刊物，它广泛涵盖了科学、专业、技术等专题，刊登的文章主要介绍适用于军事领域的基础科学与应用科学，以及该领域的实际技术成果。

### 历史

#### 创刊时期
《军事技术信使报》第一期于1953年1月1日出版。在此之前，自1947年至1953年初，以军事为题材的不定期出版的杂志有五种，即《炮兵信使报》（塞语：Artiljerijski glasnik；英语：Artillery Courier）、《坦克信使报》（塞语：Tenkovski glasnik；英语：Tank Courier）、《军事工程信使报》（塞语：Vojno-inženjerski glasnik；英语：Military Engineering Courier）、《南斯拉夫军队通信信使报》（塞语：Glasnik veza Jugoslovenske armije；英语：Courier of Communications in the Yugoslav Army）、《南斯拉夫军队勤务报》（塞语：Pozadina i snabdevanje Jugoslovenske armije；英语：Logistics and Support of the Yugoslav Army）。《军事技术信使报》自创刊以后，每月定期出版，一年发表数量约1000页左右。

#### 前20年
《军事技术信使报》的内容专注于军队关注的各种技术领域（即军事、工程、通信等等），以及军队服务与组织问题（即后勤、供需、运输、医疗兽医问题、教育培训等等），不同的章节介绍最新的技术信息和外国军队的报道。

#### 1960-1970年代
1958年至1973年间，《军事技术信使报》就发动机、检修、燃料、火箭技术、武器、军械、弹药、腐蚀防护、防护与消防设备、大地测量、标准等各类专题引入了新的章节，反映军队各部门和服务的进展，也经常出版特定专题的补编。

#### 获奖情况
由于其对军队的贡献，《军事技术信使报》多次获奖。1977年获巨星军功勋章；2002年《军事技术信使报》创刊50周年，获南斯拉夫军队三等勋章；2012年获军事纪念勋章。

#### 目前状况
《军事技术信使报》有印刷版和电子版。2011年1月1日，电子版第一次上线，所有文章都经过同行评审。塞尔维亚共和国教育、科学和技术发展部在对下列领域的评估报告里都引入了《军事技术信使报》：数学、力学、计算机科学、电子、电信、机械工程、材料科学、化学工艺、IT等。

### 出版周期
《军事技术信使报》为季刊。

## 编辑
Dragan Pamučar.
《军事技术信使报》的前任编辑：
- Dobrivoje Avramović上校 （1953年第一期、1960年第七期 至 1960年第九期）;
- Vojislav M. Ilić上校（1953年第二期 至 1960年第六期）;
- Zdravko Verbić 上校（1960年第十期 至 1966年第五期）;
- Slavko Čolić 上校（1966年第六期 至1968年第七期）;
- Radisav Brajović 上校（1968年第八期 至1973年第六期）;
- Stanimir Ćirić 上校（1974年第一期 至1974年第三期）;
- Nikola Zorić 上尉（1974年第四期 至1978年第三期）;
- Miroslav Ćojbašić上校（1978年第四期 至1989年第六期、1994年第三-四期至2000年第二期）;
- Tomislav Štulić 上校（1990年第一期 至1991年第六期）;
- Živojin Grujić 上校（1992年第一期 至1993年第六期）;
- Vladimir Ristić 中校（1994年第一期 至1994年第二期）;
- Stevan Josifović 上校（2000年第三期 至2007年第一期 ）;
- Nebojša Gaćeša 中校（自2007年第二期至今）[3]

## 重点与范围
- 军事技术与应用科学
- 数学
- 力学
- 计算机科学
- 材料科学
- 化学工艺
- 电子学
- 电信学
- IT
- 机械工程学[5]

## 出版方针
《军事技术信使报》是开放存取期刊，换言之，其内容均是免费提供给用户。用户能阅读、下载、复制、分发、打印、搜索或链接到文章的全文，或将其用于任何其他合法目的，而无需事先征得出版商或作者的许可，符合布达佩斯开放存取倡议（Budapest Open Access Initiative，BOAI）的开放存取定义。《军事技术信使报》使用知识共享署名许可协议（CC-BY），由开放存取期刊目录编入索引。